# Fresne-l'Archevêque
 Fresne-l'Archevêque  là một xã thuộc tỉnh Eure trong vùng Normandie miền bắc nước Pháp.